# Nyaishozi
Nyaishozi è una circoscrizione rurale (rural ward) della Tanzania situata nel distretto di Karagwe, regione del Kagera. Conta una popolazione di 12 782 abitanti (censimento 2012).